# Mangapoike (rivière)
La rivière Mangapoike  (anglais : Mangapoike River) est un cours d’eau de la région de Gisborne de l ‘Île du Nord de la Nouvelle-Zélande.

## Géographie
Elle s’écoule généralement vers le sud-ouest à partir de sa source au sud de ‘Waingake’, atteignant le fleuve  Wairoa à 10 km au nord-est de la ville de Frasertown.